# Kamau Brathwaite
Kamau Brathwaite (Bridgetown, Barbados, 11 de maig de 1930 - 4 de febrer de 2020) fou un poeta i historiador caribeny.
Edward Kamau va estudiar al Harrison College de Barbados i al Pembroke College de la Universitat de Cambridge. Va obtenir el doctorat en filosofia a la Universitat de Sussex. Entre 1955 i 1962 fou pedagog a Ghana, treballant al Ministeri d'Educació d'aquest país. A més d'ensenyar a la Universitat Harvard, a la Universitat de les Índies Occidentals i a la Universitat de Nova York. Va viure a Barbados i a la ciutat de Nova York abans de morir a principis del 2020.
Utilitzant la "llengua de la regió", així com la innovació lingüística i tipogràfica, Brathwaite ha compost poemes que analitzen amb destresa els fils connectats de la investigació postcolonial, històrica i personal. Com va assenyalar Publishers Weekly en una ressenya de "Born to Slow Horses" (2005), l'obra de Brathwaite és "omnívora sintètica, insistentment local, sinuosament sincopada i consistentment excitant". Amb aquesta obra, precisament, va guanyar el Premi Internacional de Poesia Griffin pel seu llibre del 2005 "Born to Slow Horses". Brathwaite és autor de nombroses col·leccions de poesia, incloses Elegguas (2010),Slow Horses (2005), Ancestors (2001), Middle Passages (1992) i Black + Blues (1976). Les seves tres primeres col·leccions, Rights of Passage (1967), Masks (1968) i Islands (1969), s'han reunit a The Arrivants: A New World Trilogy (1973). També és autor de Our Ancestral Heritage: A Bibliography of the Roots of Culture in the English-speaking Caribbean (1976) i Barbados Poetry: A Checklist: Slavery to the Present (1979).
Cofundador del Moviment d'Artistes del Carib, els honors de Brathwaite inclouen, a més del Premi Internacional de Poesia Griffin, el Premi Casa de les Amèriques de Crítica Literària, el Premi Internacional de Literatura Neustadt, el Premi Bussa i el Premi Charity Randall d'Interpretació i Poesia Escrita, així com beques de la Fundació Fulbright, la Fundació Ford i la Fundació Guggenheim.